# Condado de Bieruń-Lędziny
Nota linguística: Não confundir hrabstwo (condado) com powiat (divisão administrativa)..
Bieruń-Lędziny (polaco: powiat bieruńsko-lędziński) é um powiat (condado) da Polónia, na voivodia de Santa Cruz. A sede do condado é a cidade de Bieruń. Estende-se por uma área de 156,68 km², com 55 802 habitantes, segundo os censos de 31.12.2005, com uma densidade 356,15 hab/km².

## Divisões admistrativas
O condado possui:
Comunas urbanas: Bieruń, Imielin, Lędziny
Comunas rurais: Bojszowy, Chełm Śląski
Cidades: Bieruń, Imielin, Lędziny

## Demografia
População (dados de 31 de Dezembro de 2005):
|          | Total   | Total | Mulheres | Mulheres | Homens  | Homens |
| -------- | ------- | ----- | -------- | -------- | ------- | ------ |
|          | pessoas | %     | pessoas  | %        | pessoas | %      |
| Total    | 55 802  | 100   | 28 341   | 50,8     | 27 461  | 49,2   |
| Cidades  | 43 643  | 100   | 22 101   | 50,6     | 21 542  | 49,4   |
| Povoados | 12 159  | 100   | 6240     | 51,3     | 5919    | 48,7   |